# 大寨水库
大寨水库，位于中华人民共和国新疆维吾尔自治区阿克苏地区沙雅县盖孜库木乡西北塔里木河南岸，是一座以灌溉为主的中型注入式平原水库，建于1970年，2002年进行了改扩建。水库库容1996万立方米，大坝为碾压均质土坝，最大坝高4.4米，坝长13.2千米。水库承担着沙沙雅县南灌区的8000公顷耕地和草场的灌溉任务。